# Leptogenys binghamii
Leptogenys binghamii é uma espécie de formiga do gênero Leptogenys, pertencente à subfamília Ponerinae.